# Gapennes
Gapennes est une commune française située dans le département de la Somme en région Hauts-de-France.
Depuis le 13 février 2020, la commune fait partie du parc naturel régional Baie de Somme - Picardie maritime.

## Géographie

### Localisation
Gapennes est un village picard du Ponthieu.
À vol d'oiseau, la localité est située à 9 km de Crécy-en-Ponthieu, 12 km au nord-est d'Abbeville et à 40 km au nord-ouest d'Amiens .
Le territoire de la commune est limitrophe de ceux de huit communes.
Les communes limitrophes sont  Agenvillers, Brailly-Cornehotte, Domvast, Millencourt-en-Ponthieu, Noyelles-en-Chaussée, Oneux, Saint-Riquier et Yvrencheux.

### Géologie et relief
De formations ternaire et quaternaire, le sol n'est pas très perméable. Souvent, une couche végétale de 20 à 40 cm recouvre des couches d'argile. Les coteaux, au sud, présentent de la marne sous cette couche végétale. Vers Brailly, le sable est davantage présent. Dans le sud du village, au contour des haies, on trouve un sable rugueux utilisé au XIXe siècle par les faucheurs pour aiguiser leurs faux.

### Hydrographie
La commune est située dans le bassin Artois-Picardie. Elle n'est drainée par aucun cours d'eau.

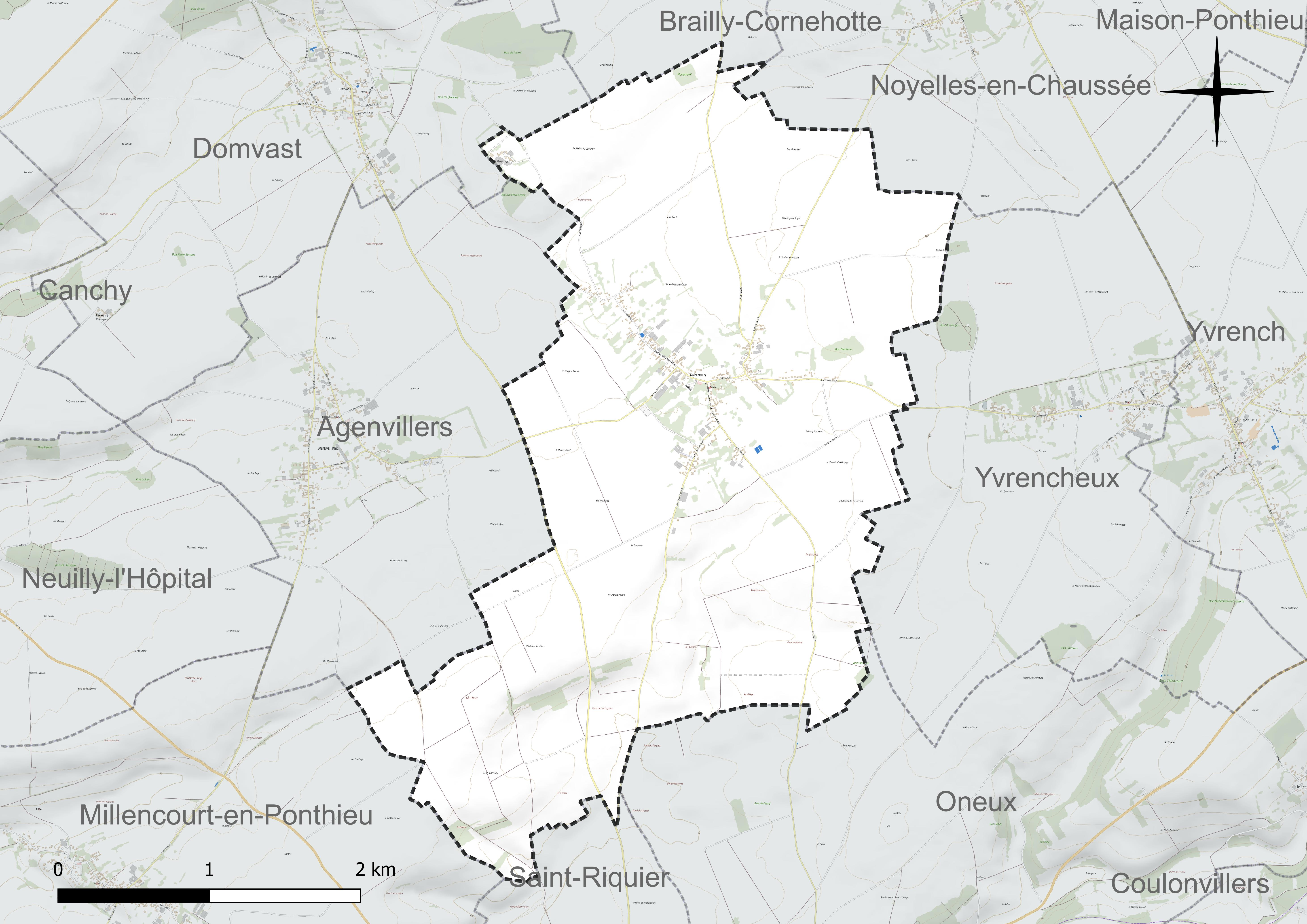
Réseau hydrographique de Gapennes.

### Climat
Pour des articles plus généraux, voir Climat des Hauts-de-France et Climat de la Somme.
En 2010, le climat de la commune est de type climat océanique altéré, selon une étude du CNRS s'appuyant sur une série de données couvrant la période 1971-2000. En 2020, Météo-France publie une typologie des climats de la France métropolitaine dans laquelle la commune est exposée à un climat océanique et est dans la région climatique Côtes de la Manche orientale, caractérisée par un faible ensoleillement (1 550 h/an) ; forte humidité de l'air (plus de 20 h/jour avec humidité relative > 80 % en hiver), vents forts fréquents.
Pour la période 1971-2000, la température annuelle moyenne est de 10,3 °C, avec une amplitude thermique annuelle de 13,1 °C. Le cumul annuel moyen de précipitations est de 854 mm, avec 12,4 jours de précipitations en janvier et 8,8 jours en juillet. Pour la période 1991-2020, la température moyenne annuelle observée sur la station météorologique la plus proche, située sur la commune d'Abbeville à 12 km à vol d'oiseau, est de 11,0 °C et le cumul annuel moyen de précipitations est de 806,2 mm,. Pour l'avenir, les paramètres climatiques de la commune estimés pour 2050 selon différents scénarios d'émission de gaz à effet de serre sont consultables sur un site dédié publié par Météo-France en novembre 2022.

## Urbanisme

### Typologie
Au 1er janvier 2024, Gapennes est catégorisée commune rurale à habitat dispersé, selon la nouvelle grille communale de densité à sept niveaux définie par l'Insee en 2022.
Elle est située hors unité urbaine. Par ailleurs la commune fait partie de l'aire d'attraction d'Abbeville, dont elle est une commune de la couronne,. Cette aire, qui regroupe 73 communes, est catégorisée dans les aires de 50 000 à moins de 200 000 habitants,.

### Occupation des sols
L'occupation des sols de la commune, telle qu'elle ressort de la base de données européenne d'occupation biophysique des sols Corine Land Cover (CLC), est marquée par l'importance des territoires agricoles (96,4 % en 2018), une proportion identique à celle de 1990 (96,4 %). La répartition détaillée en 2018 est la suivante : 
terres arables (83,6 %), prairies (12,8 %), zones urbanisées (3,6 %). L'évolution de l'occupation des sols de la commune et de ses infrastructures peut être observée sur les différentes représentations cartographiques du territoire : la carte de Cassini (XVIIIe siècle), la carte d'état-major (1820-1866) et les cartes ou photos aériennes de l'IGN pour la période actuelle (1950 à aujourd'hui).

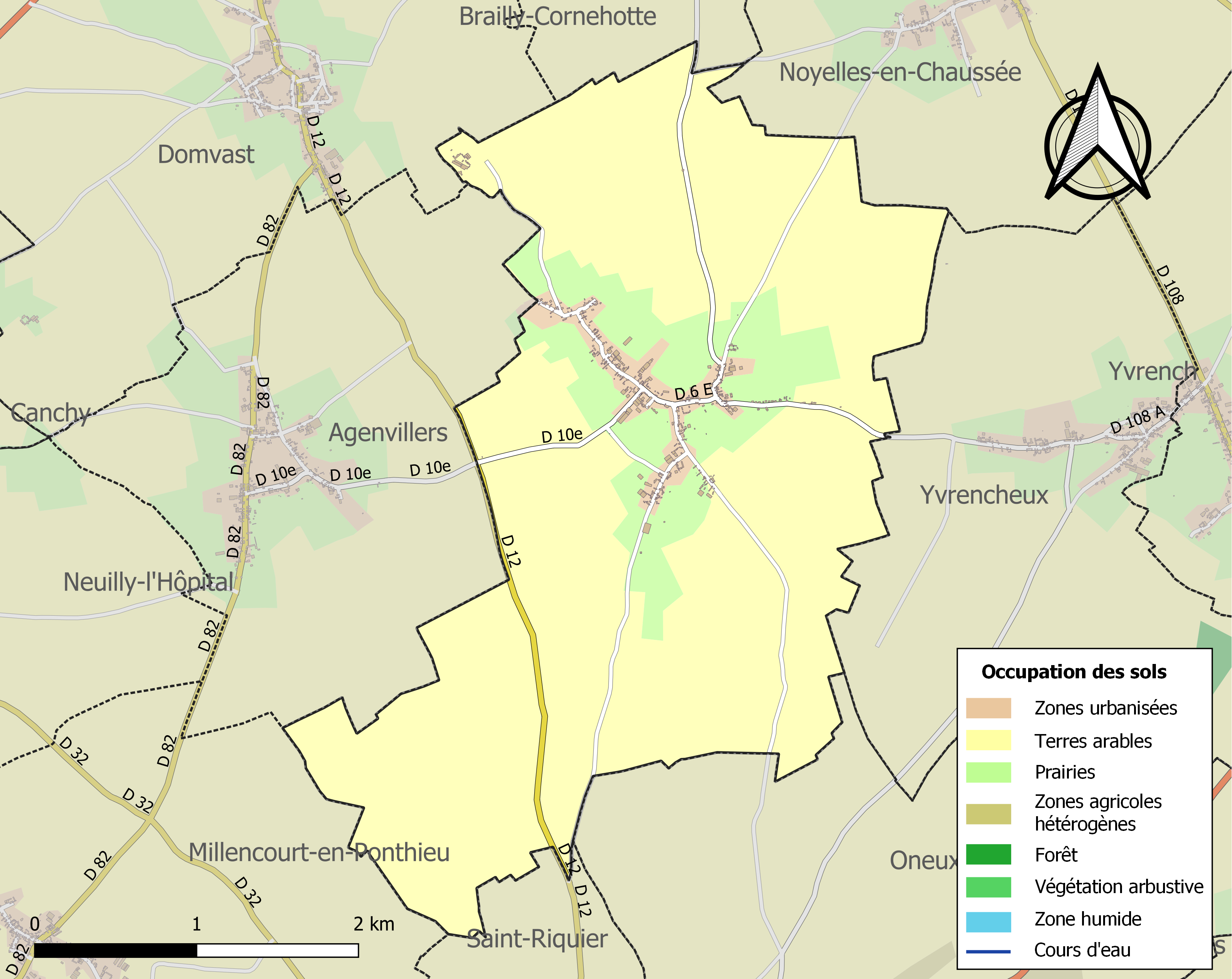
Carte des infrastructures et de l'occupation des sols de la commune en 2018 (CLC).

## Toponymie
Le nom de la localité est attesté sous les formes Gatenaa en 980 ; Gaspannæ en 1088 ; Gaspannariæ — Gaspenna en 1172 ; Gapanæ en 1... ; Gaspanes en 11.. ; Gaspannes en 1199 ; Gaspanæ en 1224 ; Gaspennes en 1260 ; Gappennes en 1492 ; Gaspaines en 1507 ; Gapen en 1579 ; Gapennes en 1567 ; Gappen en 1638 ; Gappenes en 1646 ; Gappenne en 1646 ; Gappéne en 1657 ; Gapaines en 1648 ; Gapène en 1733 ; Gapenne en 1757 ; Gapeme en 1764 ; Grapenne en 1761 ; Gapesmes en 1780.

## Histoire

### Préhistoire-Antiquité
Des armes de pierre et des poteries romaines ont été trouvées.

### Moyen Âge
En 831, la seigneurie était possédée par l'abbaye de Saint-Riquier.
Le village est brûlé en 1524 et 1632 par les Espagnols. Lors de ces guerres où l'Espagne et la France se disputent le Ponthieu, l'église (seul subsistera le clocher) et le château ne sont guère épargnés.
De vieilles monnaies (billons) d'or et d'argent ont été retrouvées au XIXe siècle. Elles sont supposées avoir été enfouies en 1582.

### Temps modernes
L'école existe déjà en 1763.
À la restauration, royalistes et bonapartistes s'affrontent violemment. Le maire, Jules de Carpentin doit intervenir pour faire cesser l'agression à la ferme du Quesnoy tenue par Jean-François Dufestel. Des coups de feu sont tirés.
Pendant la Guerre franco-allemande de 1870, dix-sept jeunes combattent. Un d'entre eux trouve la mort, un autre est blessé.
Fin XIXe siècle, une briqueterie fournit à Gapennes et aux villages environnants le nécessaire pour les constructions nouvelles. Gapennes comprend alors un hameau, le Quesnoy, qui correspond à une vieille ferme autrefois entourée d'un mur et d'un fossé dit de « circonvallation ».
Lors des combats de la Seconde Guerre mondiale, au cours d'un bombardement visant la rampe de lancement de V1, l'église est complètement détruite le 11 juillet 1944. Une exposition et un documentaire sont réalisés pour le 80e anniversaire de l'évènement.

## Population et société

### Démographie
L'évolution du nombre d'habitants est connue à travers les recensements de la population effectués dans la commune depuis 1793. Pour les communes de moins de 10 000 habitants, une enquête de recensement portant sur toute la population est réalisée tous les cinq ans, les populations de référence des années intermédiaires étant quant à elles estimées par interpolation ou extrapolation. Pour la commune, le premier recensement exhaustif entrant dans le cadre du nouveau dispositif a été réalisé en 2007.

En 2022, la commune comptait 273 habitants, en évolution de −1,09 % par rapport à 2016 (Somme : −1,26 %, France hors Mayotte : +2,11 %).
| 1793 | 1800 | 1806 | 1821 | 1831 | 1836 | 1841 | 1846 | 1851 |
| ---- | ---- | ---- | ---- | ---- | ---- | ---- | ---- | ---- |
| 746  | 760  | 811  | 767  | 916  | 864  | 876  | 844  | 831  |

| 1856 | 1861 | 1866 | 1872 | 1876 | 1881 | 1886 | 1891 | 1896 |
| ---- | ---- | ---- | ---- | ---- | ---- | ---- | ---- | ---- |
| 789  | 766  | 754  | 705  | 630  | 587  | 577  | 536  | 497  |

| 1901 | 1906 | 1911 | 1921 | 1926 | 1931 | 1936 | 1946 | 1954 |
| ---- | ---- | ---- | ---- | ---- | ---- | ---- | ---- | ---- |
| 478  | 457  | 462  | 406  | 359  | 362  | 350  | 318  | 313  |

| 1962 | 1968 | 1975 | 1982 | 1990 | 1999 | 2006 | 2007 | 2012 |
| ---- | ---- | ---- | ---- | ---- | ---- | ---- | ---- | ---- |
| 287  | 282  | 269  | 240  | 217  | 218  | 243  | 247  | 253  |

| 2017 | 2022 | - | - | - | - | - | - | - |
| ---- | ---- | - | - | - | - | - | - | - |
| 281  | 273  | - | - | - | - | - | - | - |

### Enseignement
En matière d'enseignement primaire, les enfants du village sont accueillis au sein du regroupement pédagogique intercommunal de la vallée de l'Épine qui compte trois écoles à Agenvillers, Canchy et Millencourt-en-Ponthieu, accueillant 123 élèves pour l'année scolaire 2018-2019. Les écoliers sont originaires d'Agenvillers, Canchy, Gapennes, Millencourt-en-Ponthieu, Domvast et Neuilly-l'Hôpital.

## Culture locale et patrimoine

### Lieux et monuments
- Église Notre-Dame-de-l'Assomption[26] : construite une première fois vers 1700, elle subit plusieurs effondrements. 
Reconstruite en brique après les destructions de la Deuxième Guerre mondiale, son clocher est indépendant. 
Sous l'église se trouve un souterrain-refuge ou muche composé de trois rues principales et 42 chambres[27]. Ces souterrains dont l'accès a été oublié ont servi de refuges pour les habitants au cours des différentes guerres[4].

- Château bâti en 1650, dans le style du premier Mansard[4].
- Écurie de Gapennes : centre équestre.

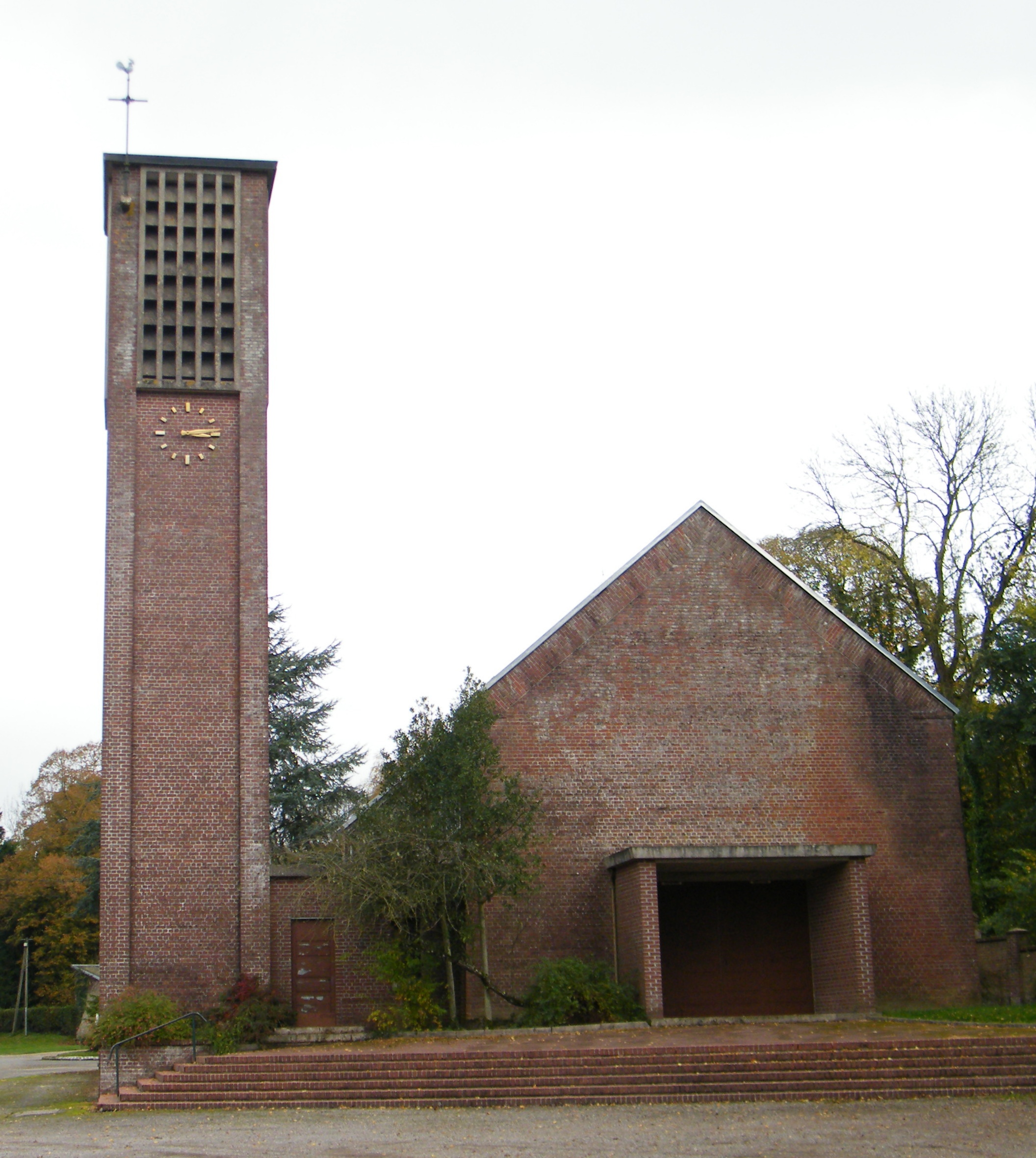
L'église de Gapennes.
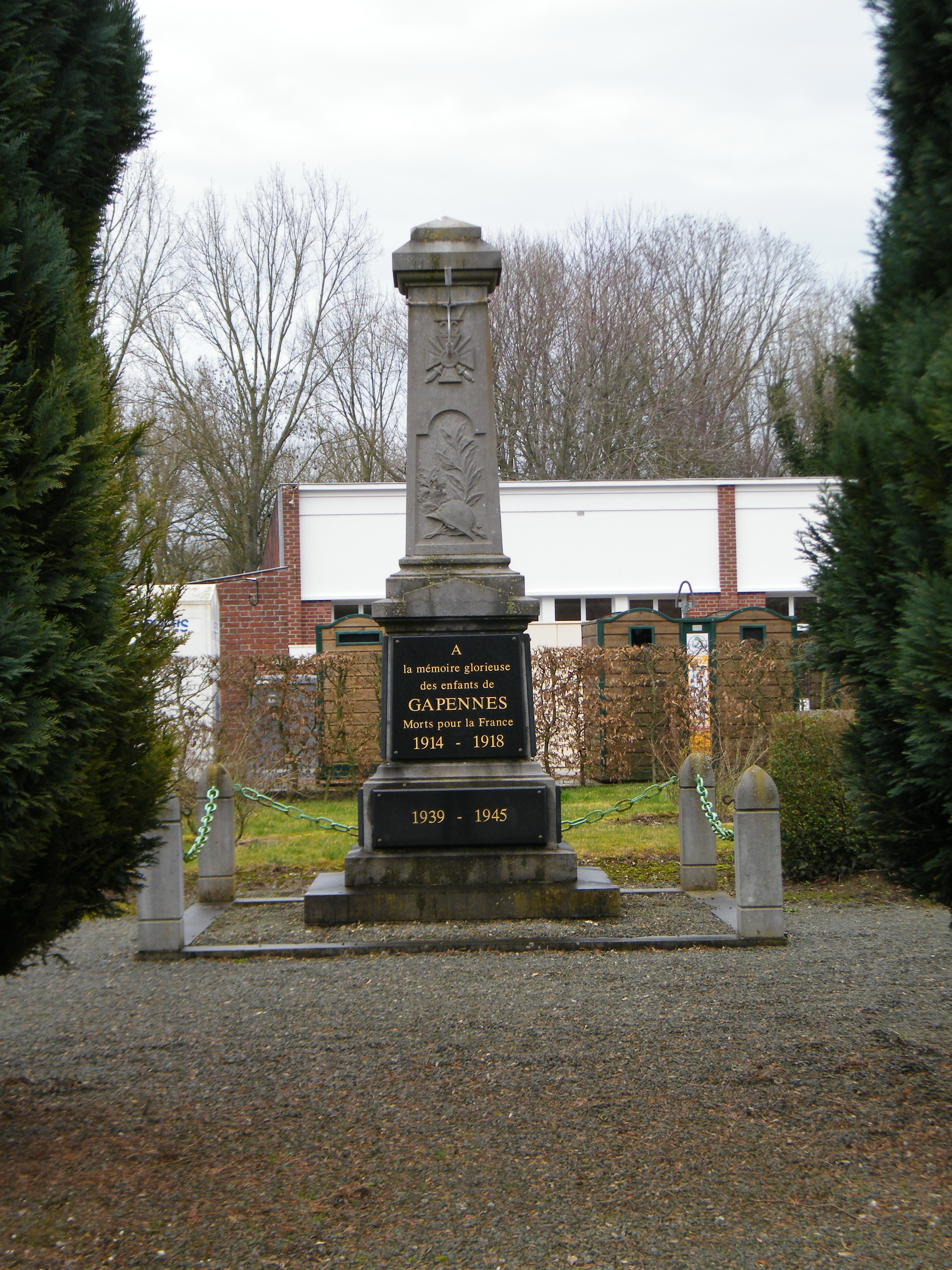
Le monument aux morts.
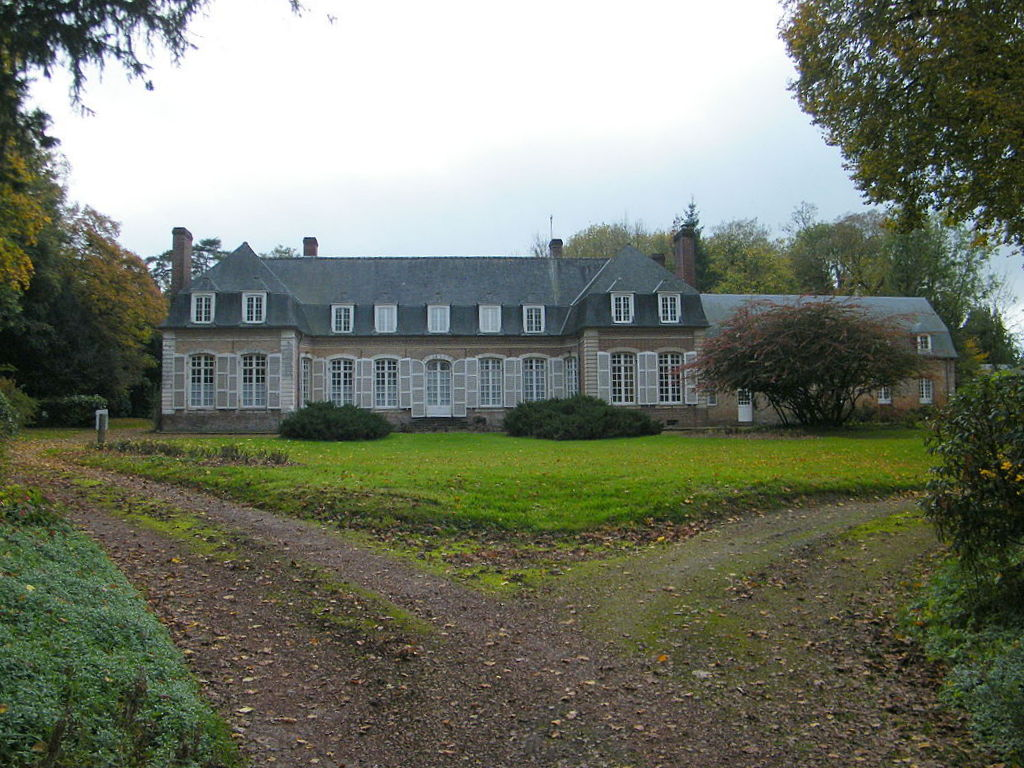
Château.
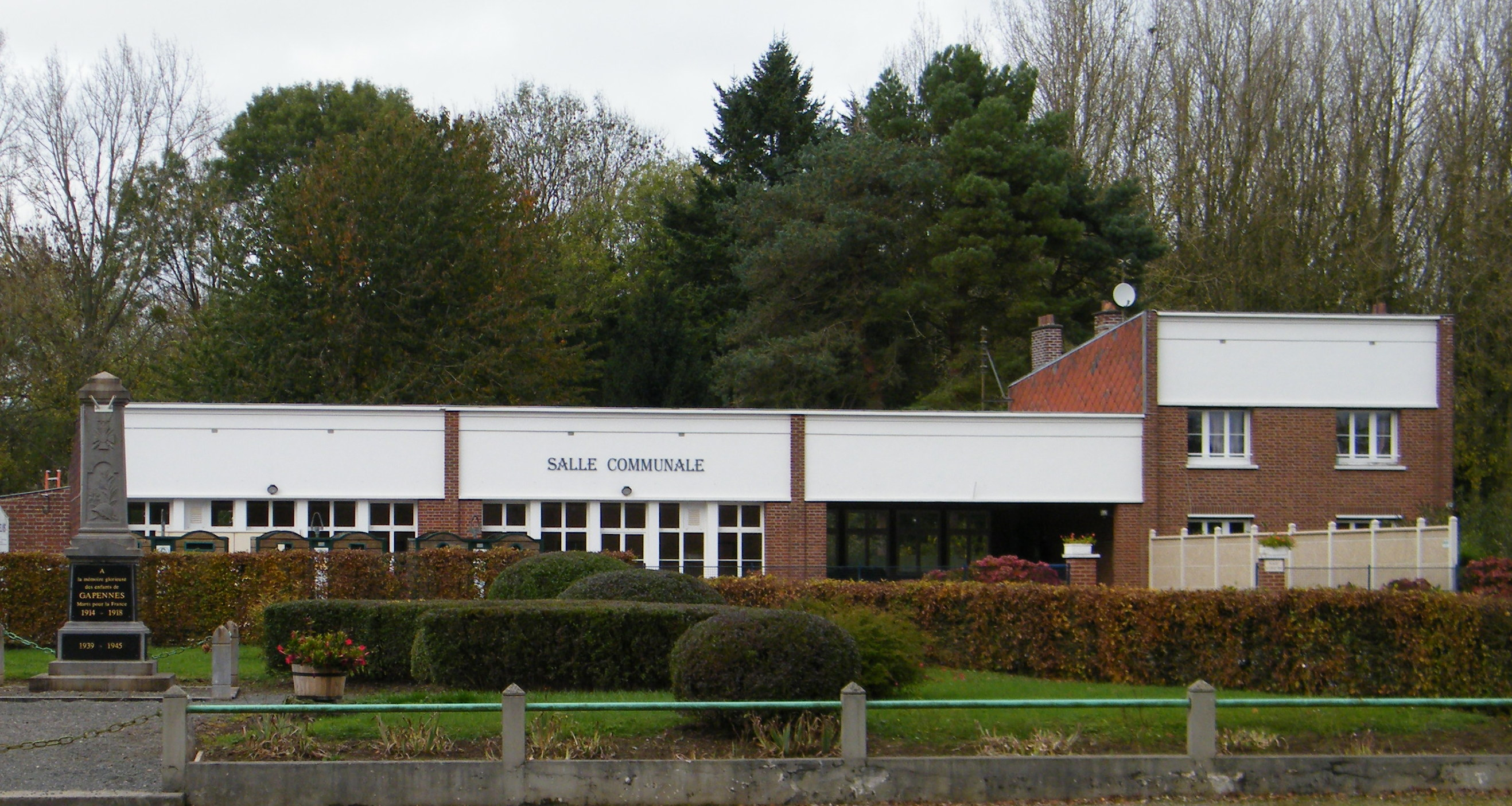
Salle communale.

### Personnalités liées à la commune

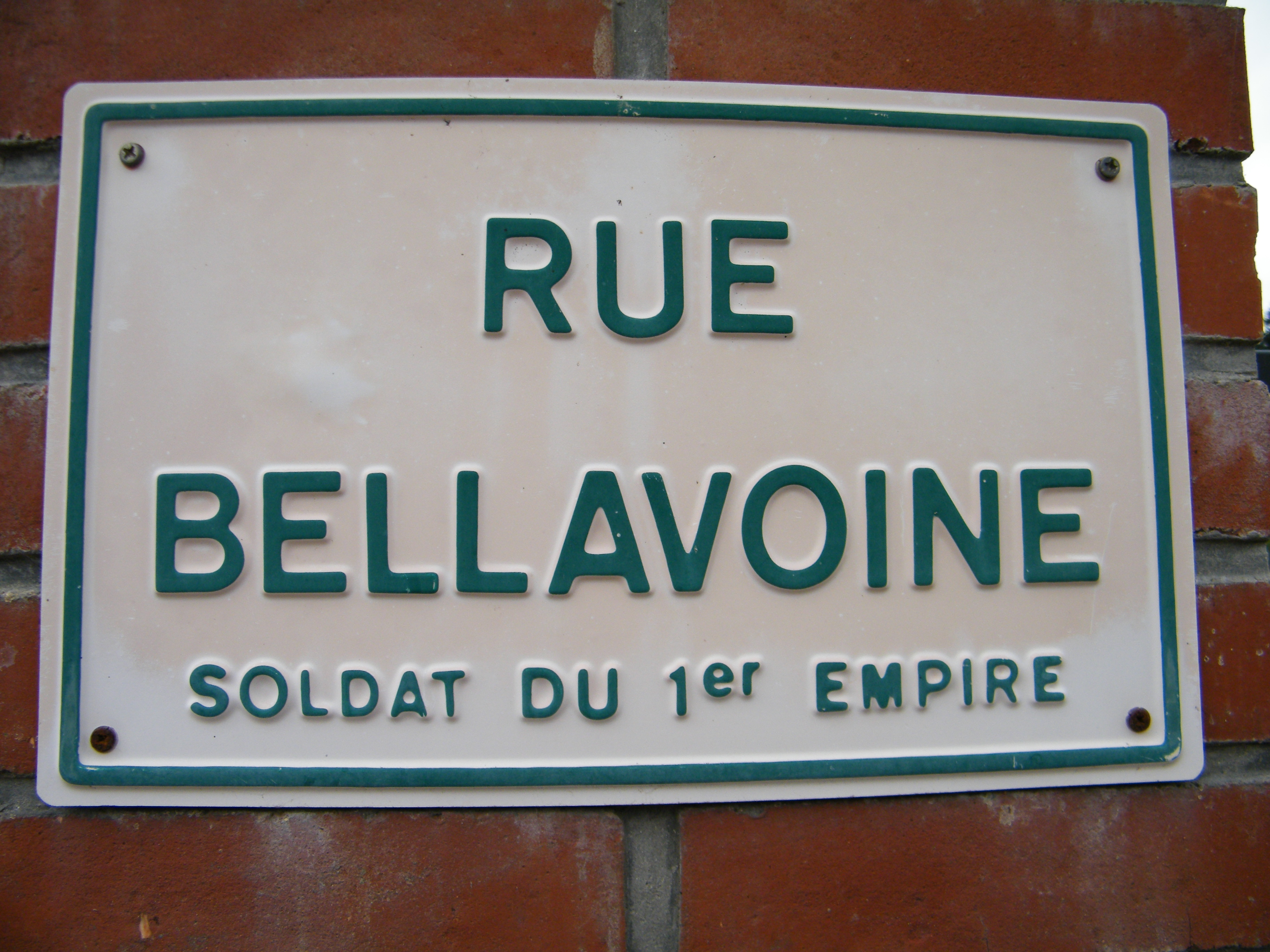
Personnalité.

- Aléaume de Gapennes trouve la mort à la bataille d'Azincourt en 1415[28].
- Jean-François Dufestel (1747-1821), député de la Somme.
Né le 17 janvier 1747 à Gapennes (fils de J.-François Dufetel et de Catherine Goddé, et filleul de Charlotte Dufestel). Mort à 74 ans 4 mois et 6 jours, le 23 mai 1821 à Gapennes, place de l'Église. Éduqué, il sait parfaitement écrire. Laboureur en 1776/1787. Cultivateur à la ferme du Quesnoy (1811/1821).
Député de la Somme en 1792, révoqué par l'assemblée électorale après sa nomination, il est rétabli par la Convention dans la séance du 1er octobre 1792.
Membre de la Convention, il était « propriétaire cultivateur » à Gapennes (Somme) et père de onze enfants, lors de son élection à la Convention (10 septembre 1792), par ce département, la 9e sur 13, avec 258 voix sur 360 votants. Il siégea parmi les modérés et, dans le procès de Louis XVI, motiva comme il suit son vote au 3e appel nominal : « Je déclare n'avoir reçu aucun pouvoir de juge, puisque la même assemblée électorale, en me nommant, a nommé deux hauts-jurés, et qu'il n'entrera jamais dans mes principes de voter la peine de mort contre mon semblable. Je prononce la réclusion et le bannissement. » Suspect à la Montagne, il acheva de se perdre en protestant contre les Journées du 31 mai et du 2 juin 1793, et fut décrété d'arrestation à la suite de ces journées. Il remit sa démission le 5 frimaire an II (25 novembre 1793), en raison des préoccupations que lui causait sa nombreuse famille. Il est remplacé par Dequem le 30 frimaire an II (20 décembre 1793)[29].
- À la suite du décès de Jules de Carpentin, châtelain et maire, le comte François-Marie Alof de Louvencourt hérite du château. Il est nommé en 1851 lieutenant de louveterie de l'arrondissement d'Abbeville[30].

### Héraldique
|  | Les armes de la commune se blasonnent ainsi : d'argent à l'écusson d'azur, accompagné de six billettes du même. Ce sont les armes des seigneurs locaux connus dès 1100. |